# عبد العزيز الصويان
عبد العزيز بن عبد الرحمن بن سليمان الصويان مدير جامعة حفر الباطن سابقًا. ولد في الخرج بتاريخ 6 مارس 1954م ونشأ فيها حتى أنهى دراسته الثانوية، ثم انتقل إلى الظهران ليلتحق بجامعة الملك فهد للبترول والمعادن.

## المسيرة الوظيفية والعلمية
حصل الدكتور عبد العزيز على درجة البكالوريوس في الكيمياء عام 1977م من جامعة الملك فهد للبترول والمعادن ثم على درجة الدكتوراة في ذات التخصص عام 1982م من جامعة شفيلد.
عمل معيدًا بجامعة الملك فهد للبترول والمعادن وترقى في الدرجات العلمية حتى وصل إلى أستاذ عام 1996م ورأس قسم الكيمياء بالجامعة. عمل مديرًا لإدارة مصادر الطاقة بالنيابة ثم مديراً لمركز العلوم الطبيعية التطبيقية بالجامعة وعميدًا لكلية العلوم ثم وكيلًا للشؤون الأكاديمية. وعمل مشرفًا على الكليات الجامعية التابعة للجامعة في حفر الباطن، قبل أن يصدر أمرًا ملكيًا بتعيينه مديرًا لجامعة حفر الباطن.
حصل على وسام الملك عبد العزيز من الدرجة الأولى عام 1424 هـ.